# ドロップ

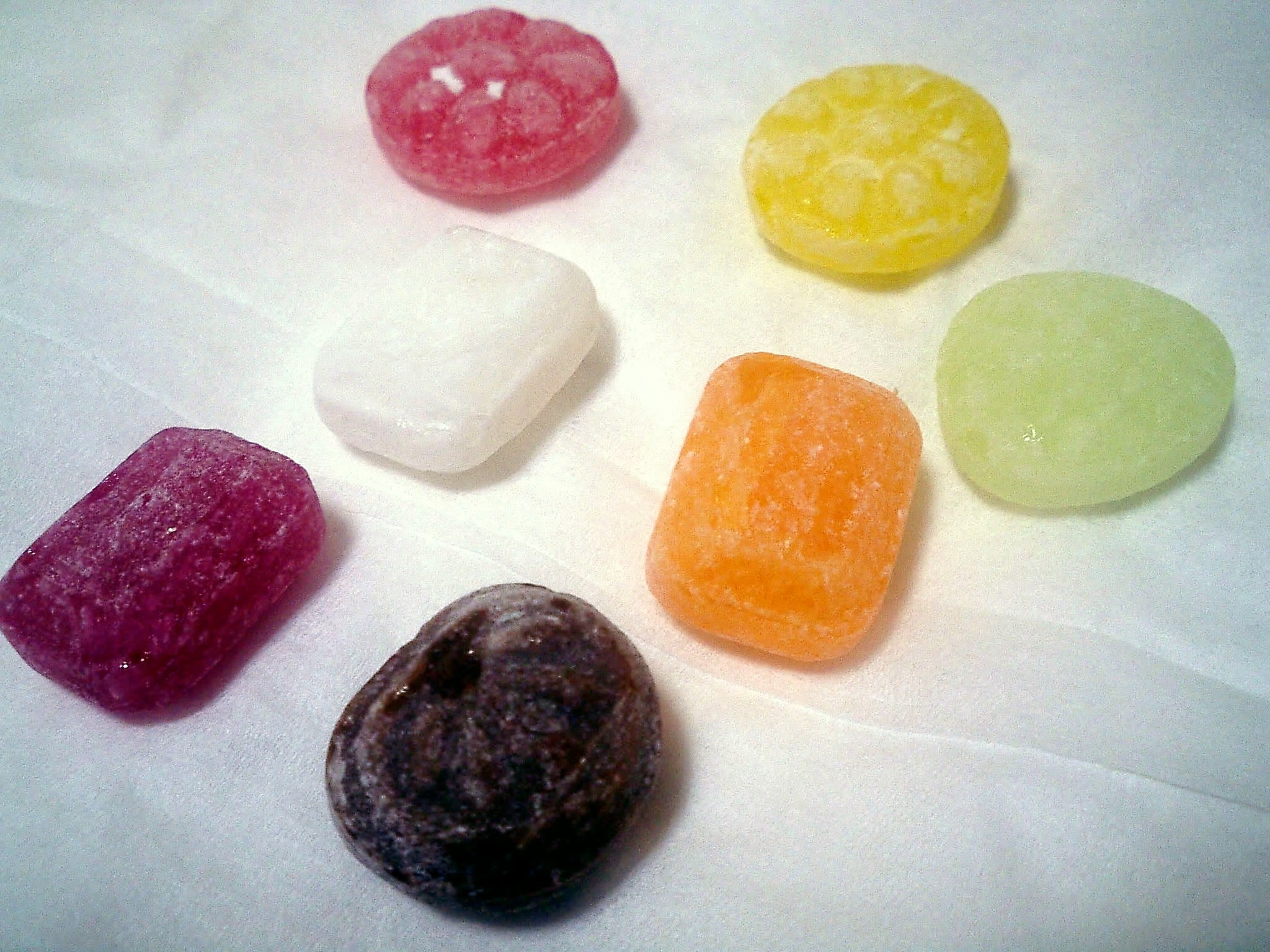
ドロップス

ドロップ（英語: drop）は、菓子のひとつで、ハードキャンディの一種。複数形で「ドロップス」とも呼ばれる。

## 概要
ドロップは砂糖の温度上昇による変化を利用したもので、砂糖は145°C程度になると、粘りとともに細かい泡が出ている状態となり、これが冷めるとガラス状に固まる。
菓子としては、砂糖80 %と水飴20 %を140–150 °Cで煮詰め、クエン酸や着色料、香料を加えて生地を作る。生地を冷却し、まだ柔らかいうちに金属製の型（モールド）で整形して（もしくは打ち抜いて）作る。オランダの菓子ドロップが語源とされている。
なお、さらに砂糖の温度が高くなり165℃程度になると黄色を呈してくる（べっこう飴に用いられる）。一方、砂糖の温度が低く140℃程度にとどまると、冷めたときに粗い結晶になる（タフィーという）。

## 製法
製法は、砂糖を少量の水で溶かし、さらに水飴を加えて煮つめる。この煮つめた飴に、酒石酸、クエン酸などを加えて混合、冷却し、一定の型に入れて成形する。水あめを加えるのは、砂糖の結晶ができるのを防ぐためである。

## 関連事項
- 飴
- キャンディ
- グミ（グミキャンディ）
- サクマ式ドロップス